# Trojno izginjajoč rombiikozidodekaeder
| Trojno izginjajoč rombiikozidodekaeder | Trojno izginjajoč rombiikozidodekaeder                  |
| -------------------------------------- | ------------------------------------------------------- |
|                                        |                                                         |
| Vrsta                                  | Johnsonovo telo J82-J83-J84                             |
| Stranske ploskve                       | 5 trikotnikov 15 kvadratov 9 petkotnikov 3 desetkotnika |
| Oglišča                                | 45                                                      |
| Robovi                                 | 75                                                      |
| Konfiguracija oglišča                  | 5x6(4.5.10) 3x3+6(3.4.5.4)                              |
| Grupa simetrije                        | C3v                                                     |
| Dualni polieder                        | -                                                       |
| Lastnosti                              | konveksen                                               |
| mreža telesa                           |                                                         |

Trojno izginjajoč rombiikozidodekaeder je eno izmed Johnsonovih teles (J83). Dobimo ga iz rombiikozidodekaedra tako, da odstranimo tri petstrane kupole.
Podobna Johnsonova telesa so:
- J76 izginjajoč rombiikozidodekaeder, ki ima odstranjeno eno kupolo.
- J80 para dvojno izginjajoč rombiikozidodekaeder, ki ima odstranjeni dve nasprotni si kupoli
- J81 meta dvojno izginjajoč rombiikozidodekaeder, ki ima odstranjeni dve nenasprotni si kupoli

V letu 1966 je Norman Johnson (rojen 1930) imenoval in opisal 92 teles, ki jih imenujemo Johnsonova telesa.